# Ngangara
 Ngangara è un comune del Ciad situato nel dipartimento di Taralnass, provincia di Mandoul.